# Осипов, Анатолий Анатольевич
Анатолий Анатольевич Осипов (7 сентября 1940, Пенза — 5 сентября 2022, Чебоксары) — советский и российский спортсмен-парашютист, подполковник ВВС СССР, чемпион СССР (1970—1972) и мира (1972—1974) по парашютному спорту; 62-кратный рекордсмен СССР, Европы и мира в личном и командном зачёте; рекордсмен Книги рекордов Гиннесса. Заслуженный мастер спорта СССР (1973).

## Биография

### Происхождение
Родился 7 декабря 1940 года в Пензе (по другим данным в Саратове).
Обучался в Саратовском аэроклубе ДОСААФ, где в 1958 году выполнил свой первый прыжок с парашютом. Всего в этом аэроклубе им было совершено более ста пятидесяти прыжков.

### Военная служба
В 1961 году направлен для службы в одну из частей ВДВ СССР, где до 1964 года являлся инструктором по укладке парашютов а с 1964 по 1965 год — заведующим складом парашютно-десантной службы. 21 декабря 1962 года Осипову было присвоено звание — инструктор парашютно-десантной подготовки.
С 1965 года переведён в ВВС СССР в состав 851-го учебного авиационного полка на должность старшего диспетчера диспетчерского пункта, с 1968 по 1969 год —  техник группы авиационного оборудования регламентных работ технико-эксплуатационной части. В 1969 году после окончания курсов по подготовке авиационных техников, был переведён в состав Сызранского высшего военного авиационного училища лётчиков, где до 1972 года являлся старшим техником кафедры вертолётовождения учебного отдела; с 1972 по 1976 год —  начальник парашютно-десантной службы 484-го учебного вертолётного полка в составе этого училища; с 1976 по  1993 год — старший преподаватель и начальник парашютно-десантной службы этого училища. В 1977 году заочно окончил Киевское высшее военное авиационное инженерное училище.
После отставки из рядов Вооружённых сил, Осипов некоторое время возглавлял Чебоксарский аэроклуб ДОСААФ.

### Спортивная карьера
С 1961 года параллельно с военной службой, Осипов занимался парашютным спортом, входя в состав сборных команд Куйбышевского аэроклуба ДОСААФ, Приволжского военного округа, Военно-воздушных сил, Вооружённых сил СССР, РСФСР и с 1966 года в сборной команде Советского Союза. В 1967 году в составе команды сборной СССР первый раз выступал на международных соревнованиях в Югославии и США. Был участником, призёром и победителем чемпионатов Вооружённых сил, РСФСР, СССР и мира.
В 1964 году Осипов выполнил норматив мастера спорта СССР. В 1970 году стал мастером спорта СССР международного класса. В 1973 году ему было присвоено звание заслуженный мастер спорта СССР. Осипов являлся 62-кратным рекордсменом СССР, Европы и мира в личном и командном зачёте.
Осипов первым в мире совершил 7000, 8000, 9000, 11 000 и 14 000 прыжков с парашютом. Им было проведено в воздухе около 6000 часов, из них 1000 — под куполом и около 100 в свободном падении. В 1979 года Осипов первым в мире выполнил десяти тысячный прыжок с парашютом, за это выдающееся достижение его имя было занесено в Книгу рекордов Гиннесса. В 2011 году, Осипов, в возрасте семидесяти одного года, выполнил прыжок в группе ветеранов и был занесён в Книгу рекордов России как «самый возрастной групповой прыжок с парашютом». В 2012 году Осипов установил рекорд Европы в групповом прыжке ветеранов парашютизма. В составе группы насчитывалось двадцать парашютистов-ветеранов.
Общее количество прыжков с парашютом составляет более 15 300.
Умер 5 сентября 2022 года в Чебоксарах.

## Семья и личная жизнь
Жена Мая Костина (род. 1942) — заслуженный мастер спорта СССР

## Награды
- Орден Ленина (28.11.1991)[7]
- Орден «За службу Родине в Вооружённых Силах СССР»[2]

### Спортивные звания
- Мастер спорта СССР (30.10.1964)
- Мастер спорта СССР международного класса (24.06.1970)
- Заслуженный мастер спорта СССР (28.09.1973)
- Спортивный судья Республиканской категории (19.01.1984)[4][5][6]

### Почётные звания
- Почётный гражданин Сызрани (1987)[3]

### Спортивные награды
- Абсолютный чемпион РСФСР по парашютному спорту;
- Абсолютный чемпион Вооружённых сил СССР по парашютному спорту (трижды; 1970—1972);
- Абсолютный чемпион СССР по парашютному спорту (трижды; 1970—1972);
- Чемпион мира по парашютному спорту (трижды; 1972—1974)[3][4][5][6]